# Golubovka (Rostov)
|  | Per a altres significats, vegeu «Golubovka». |

Golubovka (en rus: Голубовка) és un poble (un khútor) de l'óblast de Rostov, a Rússia, segons el cens rus del 2010 tenia 357 habitants. Pertany al districte de Zernograd.